# Hard West
Hard West – turowa gra taktyczna wyprodukowana przez polską firmę CreativeForge Games i wydana przez duńskie Gambitious Digital Entertainment. Ukazała się 18 listopada 2015. Twórcą muzyki do gry jest Marcin Przybyłowicz.
Hard West rozgrywa się w ufikcyjnionej wersji Dzikiego Zachodu, gdzie oprócz napadania na banki i walki z siejącymi postrach bandytami spotkać można postacie takie jak diabły, duchy i nieumarli. Dodatki nadprzyrodzone inspirowane przez grę XCOM: Enemy Unknown.

## Rozgrywka
Rozgrywka przebiega w dwóch oddzielnych trybach: turowa walka taktyczna oraz strategiczna eksploracja mapy, na której gracz może odwiedzać różne lokacje. Podczas walki każda z postaci posiada dwa punkty akcji, które mogą być użyte na ruch i strzał. Postać podczas walki może chronić się za obiektami i zmniejszyć szansę na trafienie.